# Canon EOS
.

## Montura EF

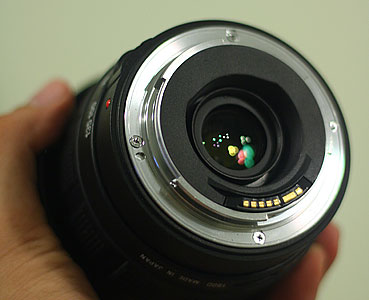
Bayoneta de un objetivo EF.

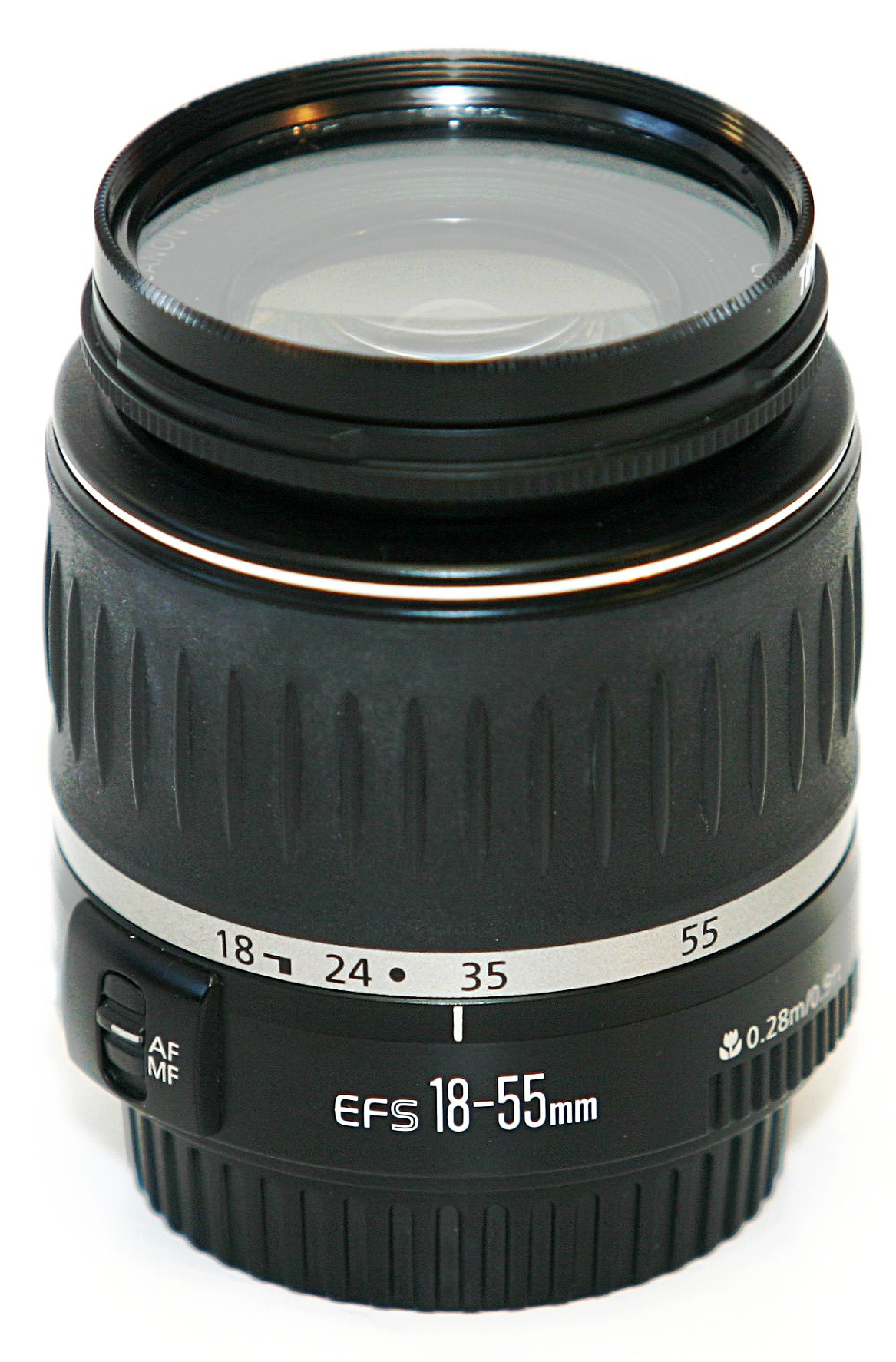
Objetivo EF-S 18-55mm.

La bayoneta de la montura EF es el corazón del sistema Eos. Incompatible con la montura FD que le precedió, fue diseñada sin mecanismos móviles entre la lente y el cuerpo de la cámara. La apertura y el enfoque están controlados mediante contactos eléctricos, lo que implica que todas las lentes del sistema EOS lleven motores de enfoque o estabilización. Los ingenieros de Canon se inspiraron en este aspecto en el sistema Nikon F de 1983. Otros fabricantes como Contax u Olympus incluyeron después este tipo de mecánica en sus respectivos sistemas réflex. Sirve para este, teleobjetivos como Canon Ef 75-300 mm
A continuación

### Montura EF-S
Con la irrupción de la fotografía digital Canon presentó una montura derivada de la EF denominada EF-S. Va dirigida al segmento de consumo y son lentes más asequibles y pensadas para cámaras de sensor APS-C. La letra S significa en inglés 'Short back focus', y hace referencia al hecho de que en las lentes con montura EF-S, el elemento posterior de la lente está más cercano al sensor de imagen que en una lente con montura EF estándar. Esta característica hace a la montura EF-S más adecuada para objetivos de gran angular, permitiendo construirlos más pequeños, ligeros, rápidos y económicos que sus equivalentes EF. La mayoría de los objetivos con montura EF-S son gran angulares.
Canon comercializa actualmente los siguientes objetivos EF-S:
|                     | Distancia/s focal/es | Rango de aperturas | Macro | Motor ultrasónico (USM) | Estabilización de imagen (IS) |
| ------------------- | -------------------- | ------------------ | ----- | ----------------------- | ----------------------------- |
| Canon EF-S 10-22mm  | 10–22 mm             | 3.5–4.5            | No    | Sí                      | No                            |
| Canon EF-S 17-55mm  | 17–55 mm             | 2.8                | No    | Sí                      | Sí                            |
| Canon EF-S 17-85mm  | 17–85 mm             | 4–5.6              | No    | Sí                      | Sí                            |
| Canon EF-S 15-85mm  | 15–85 mm             | 3.5–5.6            | No    | Sí                      | Sí                            |
| Canon EF-S 18-55mm  | 18–55 mm USM         | 3.5–5.6            | No    | Sí                      | No                            |
| Canon EF-S 18-55mm  | 18–55 mm             | 3.5–5.6            | No    | No                      | No                            |
| Canon EF-S 18-55mm  | 18–55 mm II          | 3.5–5.6            | No    | No                      | No                            |
| Canon EF-S 18-55mm  | 18–55 mm II USM      | 3.5–5.6            | No    | Sí                      | No                            |
| Canon EF-S 18-55mm  | 18–55 mm IS          | 3.5–5.6            | No    | No                      | Sí                            |
| Canon EF-S 55-250mm | 55-250mm IS          | 4-5.6              | No    | No                      | Sí                            |
| Canon EF-S 60mm     | 60 mm                | 2.8                | Sí    | Sí                      | No                            |

Los siguientes modelos de cámaras Canon EOS aceptan monturas EF-S:
- Canon EOS 20D
- Canon EOS 20Da
- Canon EOS 30D
- Canon EOS 40D
- Canon EOS 50D
- Canon EOS 60D
- Canon EOS 70D
- Canon EOS 80D
- Canon EOS 100D (EOS Digital Rebel SL1 en Estados Unidos, en Japón EOS Kiss X7)
- Canon EOS 200D (conocida como EOS Rebel SL2 en Estados Unidos)
- Canon EOS 250D (conocida como EOS Rebel SL3 en América, EOS Kiss X10 en Japón y EOS 200D Mark II en Australia)
- Canon EOS 300D (EOS Digital Rebel en Estados Unidos)
- Canon EOS 350D (EOS Digital Rebel XT en Estados Unidos)
- Canon EOS 400D (EOS Digital Rebel XTi en Estados Unidos)
- Canon EOS 450D (EOS Digital Rebel XSi en Estados Unidos)
- Canon EOS 500D (EOS Digital Rebel T1i en Estados Unidos, en Japón EOS Kiss X3)
- Canon EOS 550D (EOS Digital Rebel T2i en Estados Unidos, en Japón EOS Kiss X4)
- Canon EOS 600D (EOS Digital Rebel T3i en Estados Unidos, en Japón EOS Kiss X5)
- Canon EOS 650D (EOS Digital Rebel T4i en Estados Unidos, en Japón EOS Kiss X6)
- Canon EOS 700D (EOS Digital Rebel T5i en Estados Unidos, en Japón EOS Kiss X7i)
- Canon EOS 750D (EOS Digital Rebel T6i en Estados Unidos, en Japón EOS Kiss X8i)
- Canon EOS 760D (EOS Digital Rebel T6s en Estados Unidos, en Japón EOS 8000D)
- Canon EOS 1000D (EOS Digital Rebel XS en Estados Unidos, en Japón EOS Kiss F)
- Canon EOS 1100D (EOS Digital Rebel T3 en Estados Unidos, en Japón EOS Kiss X50)
- Canon EOS 1200D (EOS Digital Rebel T5 en Estados Unidos, en Japón EOS Kiss X70)
- Canon EOS 1300D (EOS Digital Rebel T6 en Estados Unidos, en Japón EOS Kiss X80)
- Canon EOS 2000D (EOS Digital Rebel T7 en Estados Unidos,)
- Canon EOS 4000D (EOS Digital Rebel T100 en Estados Unidos)
- Canon EOS 7D
- Canon EOS 7D Mark II

### Objetivos EF de terceras marcas
A pesar de que Canon no da soporte ni apoya la fabricación de lentes EF por terceras marcas, Sigma, Tamron y Tokina tienen objetivos para Canon EOS en sus respectivos catálogos. Estos fabricantes diseñan las lentes mediante ingeniería inversa ya que Canon no facilita las especificaciones técnicas de la comunicación cuerpo-objetivo a ninguna otra empresa [1]. Los usuarios suelen comprar estas marcas debido a su menor precio y, a veces, a su calidad superior.

## Galería

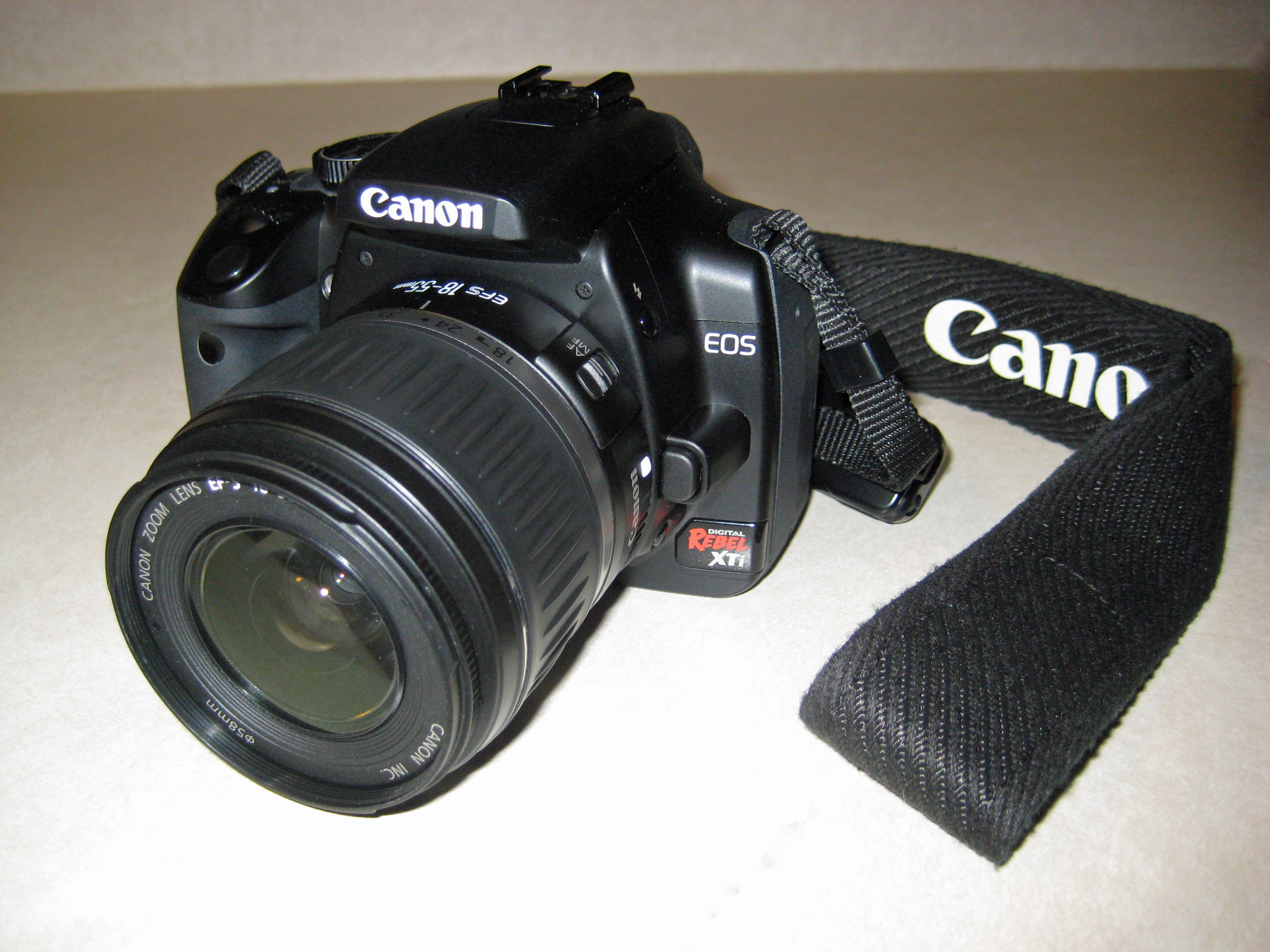
Canon EOS 400D - Digital (2006)
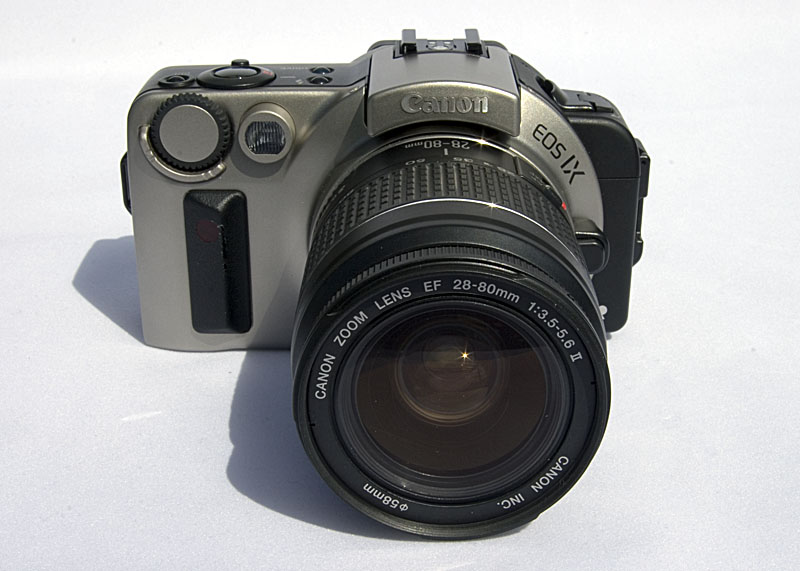
Canon EOS-IX - 35mm (1996)
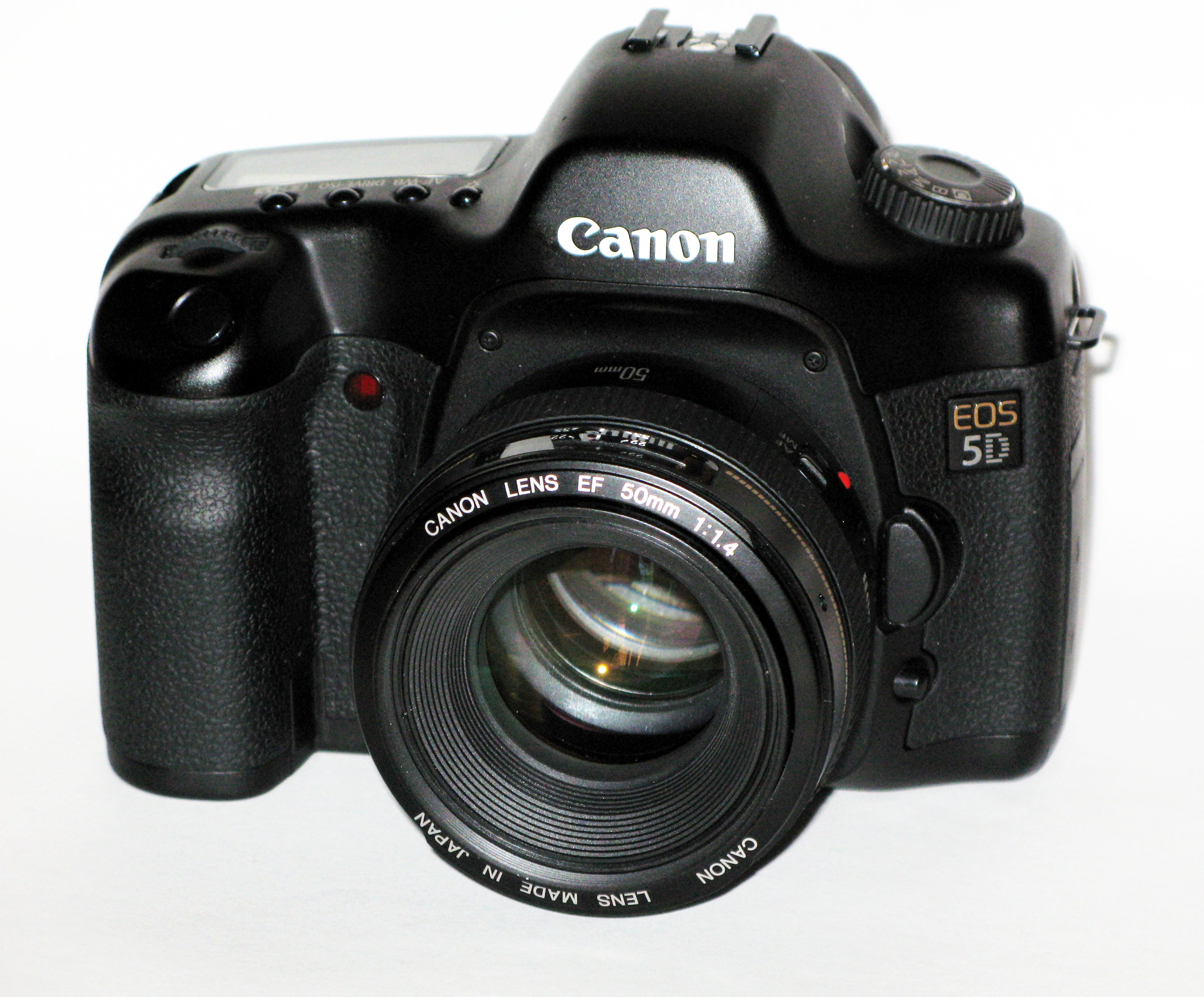
Canon EOS 5D - Digital (2005)
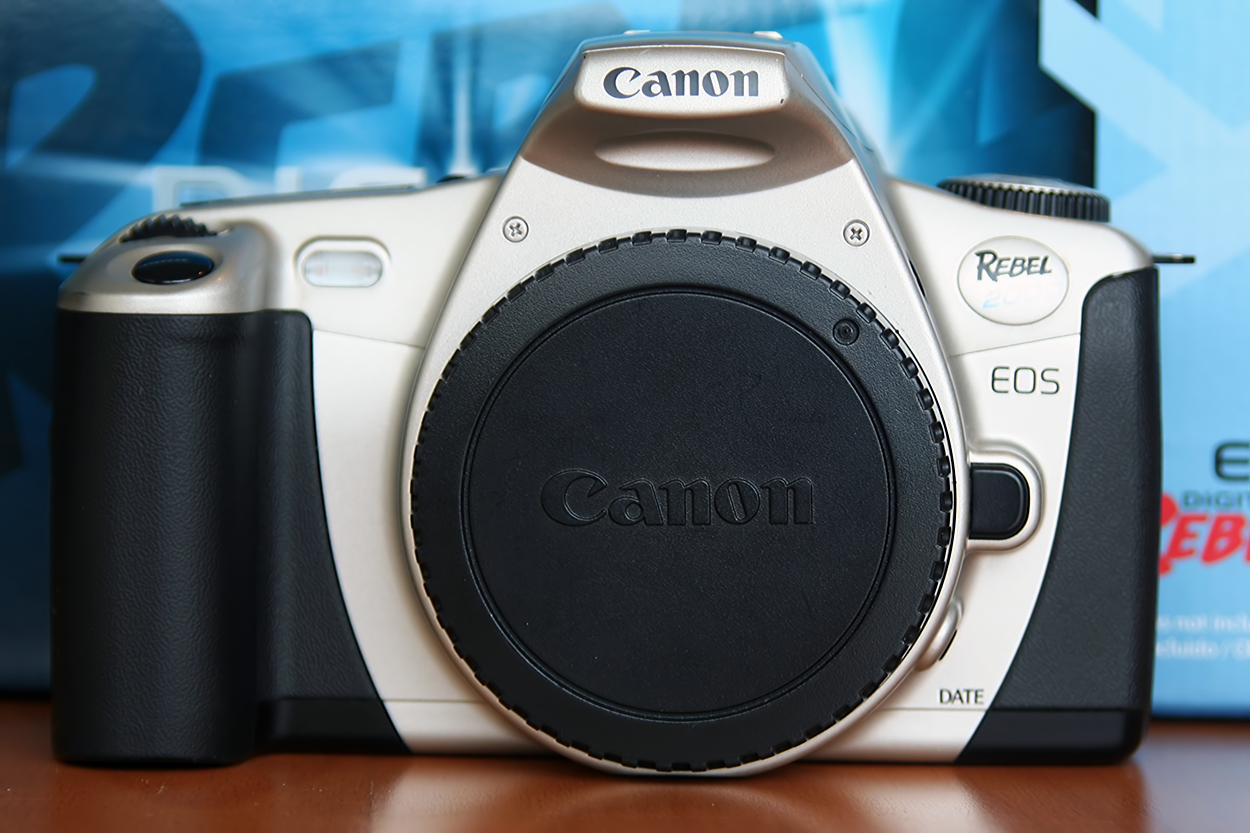
Canon EOS-300 - 35mm (2002)